# Spaniacris
Spaniacris é um género de insecto da família Acrididae.
Este género contém as seguintes espécies:
- Spaniacris deserticola